# Secteur pastoral de Savigny-Viry
Le secteur pastoral de Savigny-Viry est une circonscription administrative de l'église catholique de France, subdivision du diocèse d'Évry-Corbeil-Essonnes.

## Histoire
Le synode diocésain de 1987 a modifié le statut du doyenné en secteur pastoral.

## Organisation
Le secteur pastoral de Savigny-Viry est rattaché au diocèse d'Évry-Corbeil-Essonnes, à l'archidiocèse de Paris et à la province ecclésiastique de Paris. Il est situé dans le vicariat Nord-Est et la zone urbaine du diocèse.

### Paroisses suffragantes
Le siège du doyenné est fixé à ?. Le secteur pastoral de Savigny-Viry regroupe les paroisses des communes de:
- Savigny-sur-Orge (deux paroisses),
- Viry-Châtillon (quatre paroisses).

### Prêtres responsables
| Période                                  | Période  | Identité              | Fonction précédente | Observation |
| ---------------------------------------- | -------- | --------------------- | ------------------- | ----------- |
| -                                        | -        | Père Bertrand DELCEY  |                     | -           |
|                                          | 2020     | Père Thierry DAVID    |                     | -           |
| Septembre 2020                           | en cours | Père Emmanuel BIDZOGO |                     | -           |
| Les données manquantes sont à compléter. |          |                       |                     |             |

## Patrimoine religieux remarquable
- Église Saint-Denis à Viry-Châtillon.

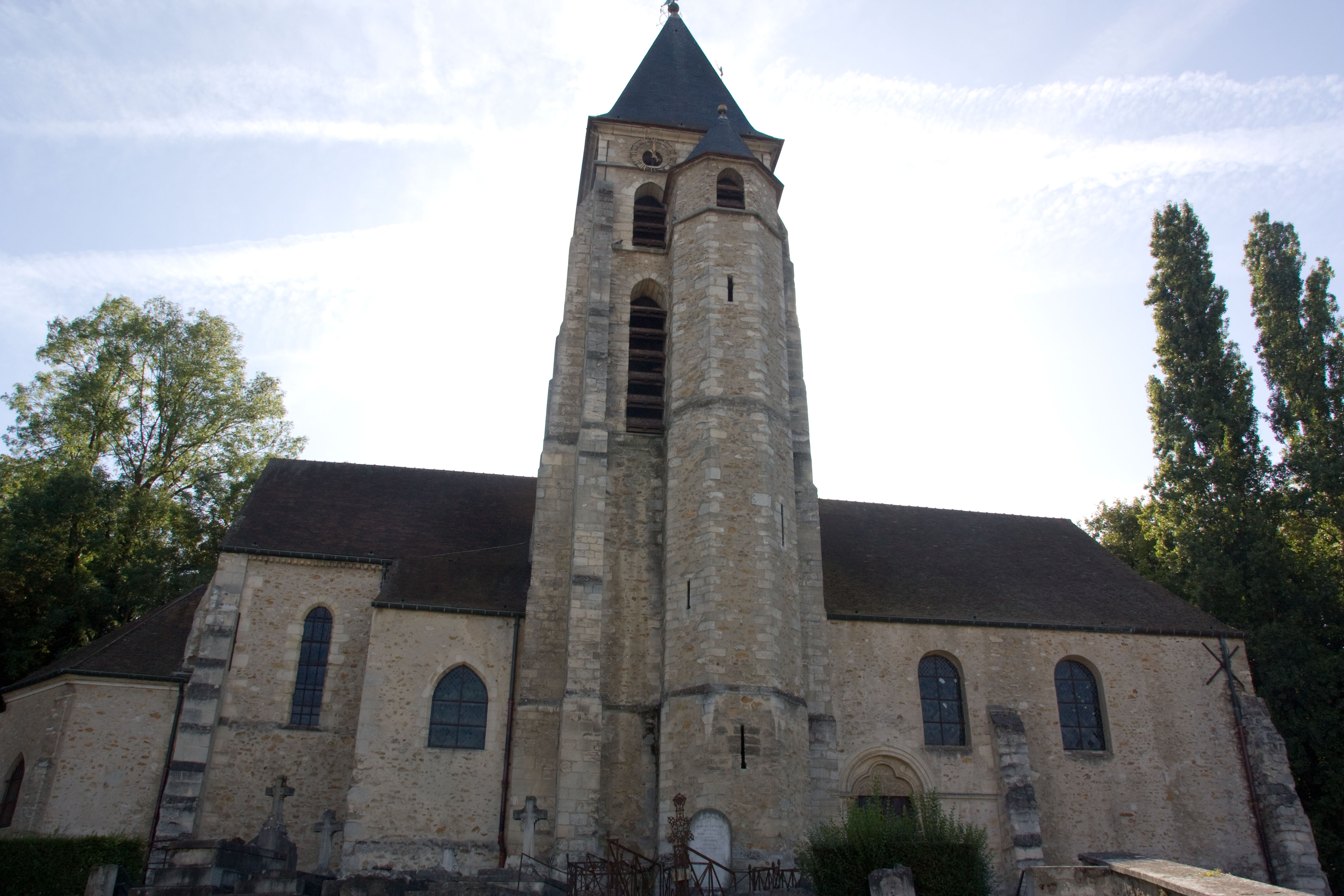
L'église Saint-Denis de Viry-Châtillon.

## Pour approfondir

## Sources
1. ↑  « Carte du découpage en secteurs sur le site du diocèse. »(Archive.org • Wikiwix • Archive.is • Google • Que faire ?) Consulté le 10/08/2010.